# Rouelles
Rouelles é uma comuna francesa na região administrativa de Grande Leste, no departamento de Haute-Marne. Estende-se por uma área de 6,62 km². Em 2010 a comuna tinha 25 habitantes (densidade: 3,8 hab./km²).